# 森ヒルズリート投資法人
森ヒルズリート投資法人（もりヒルズリートとうしほうじん）は、東京都港区に本部を置く投資法人。東証上場（J-REIT）。

## 概要
森ビルがメインスポンサーの総合型のJ-REITである。資産運用会社は、森ビル100%出資の「森ビル・インベストメントマネジメント株式会社」である。
東京を中心としてオフィス、住宅、商業施設を投資対象としている。

## 沿革
- 2006年2月2日 - 本投資法人の設立
- 2006年11月30日 - 東証に上場

## ポートフォリオ
2020年9月1日時点の所有物件は以下の通り。
- 六本木ヒルズ森タワー
- アーク森ビル
- 後楽園ビル
- 赤坂溜池タワー
- 愛宕グリーンヒルズ
- アークヒルズサウスタワー
- 虎ノ門ヒルズ森タワー
- オランダヒルズ森タワー
- 六本木ファーストプラザ
- 六本木ビュータワー
- ラフォーレ原宿（底地）